# Polygonatum graminifolium
Polygonatum graminifolium là một loài thực vật có hoa trong họ Măng tây. Loài này được Hook. miêu tả khoa học đầu tiên năm 1851.